# Dan Simmons
Dan Simmons (4 de abril de 1948) es un escritor estadounidense. Su obra más conocida es Hyperion (1989), ganadora de los premios de ciencia ficción Hugo y Locus. Hyperion es la primera novela de la tetralogía Los cantos de Hyperion, completada por las obras La caída de Hyperion, Endymion y El ascenso de Endymion. Actualmente (2009) se está produciendo una película basada en las dos primera novelas con el título Hyperion Cantos, por parte de GK Films.
Dan Simmons suele cultivar los géneros de ciencia ficción, fantasía y terror, a veces mezclados en la misma obra. 

## Biografía
Obtuvo su titulación en inglés en el Wabash College en 1970. En 1971 logró un máster en educación en la Universidad Washington de San Luis (Misuri). Trabajó en la enseñanza durante 18 años, como profesor de literatura y redacción. También ha sido director de programas de enseñanza para jóvenes superdotados. 
En 1982 publicó su primera historia con la que ganó el primer concurso Rod Sterling Story Conquest de relatos cortos, y desde 1987 se dedica a escribir a tiempo completo. 
Vive en Colorado con su mujer Karen, su hija Jane y su perro Fergie.

## Obras

### Novelas
Serie Los cantos de Hyperion (Hyperion Cantos)
1. Hyperion (1989) - Premio Hugo 1990, Premio Locus 1990 (Science Fiction)
2. La caída de Hyperion (The Fall of Hyperion) (1990) - Premio Locus 1991
3. Endymion (1996)
4. El ascenso de Endymion (The Rise of Endymion) (1997)

Cuentos:
- "Remembering Siri" (1983), novela corta, precuela de Hyperion
- "The Death of the Centaur" (1990), novela corta
- "Orphans of the Helix" (1999), novela corta, secuela de El Ascenso de Endymion

Serie Seasons of Horror
1. Un verano tenebroso (Summer of Night) (1991) - Premio Locus 1992 (Terror)
2. Children of the Night (1992) - Premio Locus 1993 (Terror)
3. Los fuegos del Edén (Fires of Eden) (1994)
4. A Winter Haunting (2002)

Cuentos:
- Banished Dreams (1990), recopila tres secuencias de sueños proféticos que fueron eliminadas de la edición publicada de Un verano tenebroso
"Dale's Dream", "Kevin's Dream", "Mike's Dream"

Serie Joe Kurtz
1. Hardcase (2001)
2. Hard Freeze (2002)
3. Hard as Nails (2003)

Serie Ilión/Olympo (Ilium/Olympos)
1. Ilión (Ilium) (2003) - Premio Locus 2004
2. Olympo (Olympos) (2005)

Independientes
- La canción de Kali (Song of Kali) (1985) - Premio Mundial de Fantasía 1986 (Novela)
- Los vampiros de la mente (Carrion Comfort) (1989), expansión de la novela corta - Premio Locus 1989 (Terror), Premio Bram Stoker
- Fases de gravedad (Phases of Gravity) (1989)
- El hombre vacío (The Hollow Man) (1992)
- The Crook Factory (1999)
- El bisturí de Darwin (Darwin's Blade) (2000)
- El Terror (The Terror) (2007)
- La soledad de Charles Dickens (Drood) (2009)
- Black Hills (2010)
- Flashback (2011)
- The Abominable (2013)
- The Fifth Heart (2015)
- Omega Canyon (publicación esperada en 2021)

### Cuentos
Colecciones:
- Prayers to Broken Stones (1990), colección de 6 cuentos y 7 novelas cortas:
"The River Styx Runs Upstream", "Eyes I Dare Not Meet in Dreams" (novela corta), "Vanni Fucci Is Alive and Well and Living in Hell", "Vexed to Nightmare by a Rocking Cradle", "Remembering Siri" (novela corta de la serie Los Cantos de Hyperion), "Metastasis", "The Offering" (novela corta), "E-Ticket to 'Namland" AKA "E-Ticket to Namland" (novela corta), "Iverson's Pits" (novela corta), "Shave and a Haircut, Two Bites", "The Death of the Centaur" (novela corta de la serie Los Cantos de Hyperion), "Two Minutes Forty-Five Seconds", "Carrion Comfort" (novela corta)
- Lovedeath (1993), colección de 5 novelas cortas:
"Entropy's Bed at Midnight", "Dying in Bangkok" AKA "Death in Bangkok", "Sleeping with Teeth Women", "Flashback", "The Great Lover"
- Worlds Enough & Time (2002), colección de 5 novelas cortas:
"Looking for Kelly Dahl", "Orphans of the Helix" (de la serie Los Cantos de Hyperion), "The Ninth of Av", "On K2 with Kanakaredes", "The End of Gravity"

No publicados en colecciones:
- "Presents of Mind" (1986, con Edward Bryant, Steve Rasnic Tem y Connie Willis)
- "Dying Is Easy, Comedy Is Hard" (1990, con Edward Bryant), novela corta
- "The Counselor" (1991), novela corta
- "All Dracula's Children" (1991), novela corta
- "My Private Memoirs of the Hoffer Stigmata Pandemic" (1991)
- "This Year's Class Picture" (1992)
- "Elm Haven, IL" (1992), novela corta, de la serie Freak Show
- "One Small Step for Max" (1992)
- "My Copsa Micas" (1994), novela corta
- "Madame Bovary, C'est Moi" (2000)
- "Muse of Fire" (2007), novela corta
- "The guiding nose of Ulfänt Banderōz" (2009), novela corta, de la serie Dying Earth

### Poemas
- Ruby/Gem S.T.R.E.A.M.M. Poetry (2011)

### No ficción
- Going After the Rubber Chicken (1991), colección de tres discursos de Simmons leídos convenciones donde fue invitado de honor
- Summer Sketches (1992), donde Simmons revela cómo sus experiencias de viaje le han permitido inculcar un sentimiento de lugar en sus lectores
- Negative Spaces: Two talks (1999), sobre ciencia ficción

## Adaptaciones
En 2009, Scott Derrickson fue el primero en intentar adaptar la saga "Hyperion" para Warner Bros. . En 2015 el canal de televisión Syfy se interesó en el proyecto con Bradley Cooper al frente.
The Terror ha sido adaptado por AMC en una serie de TV de 10 episodios en 2018 y ha recibido buenas críticas.